# Hinowa ga Crush!
Hinowa ga Crush! (ヒノワが行く！?, Hinowa ga yuku!, lett. "Hinowa conquista!") è un manga seinen scritto da Takahiro e disegnato da strelka, pubblicato sulle pagine di Monthly Big Gangan della Square Enix dal 24 giugno 2017 al 24 giugno 2022. Si tratta di un sequel spin-off di Akame ga Kill!, scritto sempre da Takahiro. In Italia la serie è stata pubblicata da Panini Comics sotto l'etichetta Planet Manga dal 7 novembre 2019 all'11 maggio 2023.

## Trama
Hinowa è una giovane pescatrice del villaggio Yaenami, abitato prevalentemente da pescatori. Per riscattare le condizioni di povertà in cui vive la sua famiglia, dopo essersi allenata per anni in una grotta uccidendo mostri marini, decide di arruolarsi nell'esercito della nazione di Sōkai. Le vengono assegnati una trentina di uomini che conduce in una battaglia navale contro la flotta della nazione Tenrō, in procinto di attaccare il Castello Ryūmon che difende le coste di Saryū. Hinowa sembra vincere e riesce ad uccidere il comandante di Tenrō Sakuza; tuttavia poco dopo viene attaccata dalla misteriosa Yomihime e viene facilmente uccisa. Dieci anni dopo sua figlia Hinata, assumendo il nome della madre, cercherà di realizzarne i sogni, ossia rendere grande il nome Hinowa e diventare un potente comandante dell'esercito di Sōkai. In questo sarà aiutata dall'amica Tobari e da Akame, naufragata sulle coste di Sōkai e curata dalle ragazze.

## Ambientazione
Hinowa ga Crush! è ambientato nello stesso mondo di Akame ga Kill!, ma in un continente orientale, Wakoku, dove si sta protraendo una guerra per l'egemonia su di esso tra ventidue nazioni.

## Personaggi
Hinata (日向?)/Hinowa (ヒノワ?)
Figlia dell'originale Hinowa, morta nella battaglia del Castello Ryūmon nel primo capitolo, vuole realizzare i sogni della madre per proteggere le persone a lei care. Si addestra nelle arti marziali con il vecchio del villaggio e nella spada con Tobari e in seguito con Akame. Come la madre fa la pescatrice per tirare avanti.
Tobari (とばり?)
Una giovane ed esuberante ragazzina, migliore amica e compagna di allenamento di Hinata. La sua abilità consiste nel combattere con due spade.
Akame (アカメ?)
Naufragata sulle coste di Sōkai, sulla spiaggia del villaggio Yaenami, ritiene inizialmente di essere giunta nel regno di Jinwa, che oltre mille anni prima univa tutto Wakoku. Il suo obiettivo è trovare una soluzione per i marchi lasciategli dal suo Teigu, che lentamente la sta uccidendo,  e una cura per la trasformazione di Tatsumi in drago.
Hisame (ひさめ?), Suzumaru (スズマル?) e Kumeachi (くめあち?)
I compagni d'allenamento di Hinata e Tobari.
Yomihime (読姫?)
Comandante del regno di Tenrō. Secondo l'originale Hinowa non era completamente umana.

## Volumi
Il manga, scritto da Takahiro e illustrato da strelka, è stato serializzato dal 24 giugno 2017 al 24 giugno 2022 sulla rivista Monthly Big Gangan edita da Square Enix. I capitoli sono stati raccolti in 8 volumi tankōbon pubblicati dal 25 dicembre 2017 al 25 agosto 2022.
In Italia la serie è stata annunciata al Napoli Comicon 2019 da Panini Comics che l'ha pubblicata sotto l'etichetta Planet Manga nella collana Manga Blade dal 7 novembre 2019 all'11 maggio 2023. La traduzione dei testi è stata curata da Federica Lippi, mentre il lettering è stato realizzato da Miriam Esteban Rossi e Massimo Stella.
| 1 | 25 dicembre 2017 | ISBN 978-4-7575-5565-5 | 7 novembre 2019   |
| 1 | Capitoli - 1. La battaglia del castello Ryumon (竜門城の戦い?, Ryūmonjō no tatakai) - 2. Il villaggio Yaenami (八重波村にて?, Yaenami-mura nite) - 3. La classe e l'eremita (塾と仙人?, Juku to sennin) - 4. La prima battaglia (初陣?, Uijin) - 5. La battaglia del monte Kageboshi (影法師山の戦い?, Kagebōshizan no tatakai) |                        |                   |
| 2 | 25 agosto 2018 | ISBN 978-4-7575-5828-1 | 12 dicembre 2019  |
| 2 | Capitoli - 6. Lacrime (prima parte) (涙（前編）?, Namida (zenpen)) - 7. Lacrime (seconda parte) (涙（後編）?, Namida (kōhen)) - 8. Meiho (冥宝?, Meihō) - 9. Una nuova battaglia (新たなる戦?, Aratanaru ikusa) - 10. La battaglia alla fortezza Shiranui (不知火砦の戦い?, Shiranui toride no tatakai) - 11. Sentimenti (想い?, Omoi) |                        |                   |
| 3 | 25 aprile 2019 | ISBN 978-4-7575-6105-2 | 6 febbraio 2020   |
| 3 | Capitoli - 12. Capitano (足軽子頭?, Ashigaru kogashira) - 13. Rinzu (prima parte) (リンズ（前編）?, Rinzu (zenpen)) - 14. Rinzu (seconda parte) (リンズ（後編）?, Rinzu (kōhen)) - 15. Sconfiggere Kyokotsu (キョウコツを討つ?, Kyōkotsu o utsu) - 16. Resa dei conti alla fortezza Shiranui (不知火砦の決着?, Shiranui toride no kecchaku) - 17. Dopo la battaglia... (戦の後で…?, Ikusa no ato de …) |                        |                   |
| 4 | 25 dicembre 2019 | ISBN 978-4-7575-6449-7 | 4 giugno 2020     |
| 4 | Capitoli - 18. Tenrou (天狼国?, Tenrōkoku) - 19. L'invasione dell'isola di Uminari (海鳴島侵攻戦?, Uminarijima shinkō sen) - 20. Fanti (prima parte) (足軽（前編）?, Ashigaru (zenpen)) - 21. Fanti (seconda parte) (足軽（後編）?, Ashigaru (kōhen)) - 22. Presentimento di tempesta (嵐の予感?, Arashi no yokan) - 23. Lo sposo di Rinzu (prima parte) (リンズの花婿（前編）?, Rinzu no hanamuko (zenpen)) - 24. Lo sposo di Rinzu (seconda parte) (リンズの花婿（後編）?, Rinzu no hanamuko (kōhen)) |                        |                   |
| 5 | 25 agosto 2020 | ISBN 978-4-7575-6814-3 | 11 marzo 2021     |
| 5 | Capitoli - 25. Momenti felici, e poi... (幸せの時、そして?, Shiawase no toki, soshite) - 26. L'invasione dei lupi famelici (餓狼の侵攻?, Garō no shinkō) - 27. La dura battaglia di Soukai (激戦蒼海国?, Gekisen sōkai koku) - 28. Assedio al castello di Nagisa (prima parte) (渚城包囲（前編）?, Nagisa-jō hōi(zenpen)) - 29. Assedio al castello di Nagisa (seconda parte) (渚城包囲（後編）?, Nagisa-jō hōi (kōhen)) - 30. La battaglia del castello di Nagisa (渚城の戦い?, Nagisa-jō no tatakai) - 31. Sogno effimero (prima parte) (うたかたの夢（前編）?, Utakata no yume (zenpen)) - 32. Sogno effimero (seconda parte) (うたかたの夢（後編）?, Utakata no yume (kōhen)) |                        |                   |
| 6 | 25 marzo 2021 | ISBN 978-4-7575-7171-6 | 23 settembre 2021 |
| 6 | Capitoli - 33. La tragedia di Rinzu (リンズ無惨?, Rinzu muzan) - 34. La spada torna in vita (蘇る刃?, Yomigaeru yaiba) - 35. I giovani si riuniscono (鮮血の再会?, Senketsu no saikai) - 36. Tra la vita e la morte (死線?, Shisen) - 37. Strade divergenti (別れ道?, Wakare michi) - 38. Il giorno in cui nacque un demone (鬼が生まれた日?, Oni ga umareta hi) |                        |                   |
| 7 | 25 dicembre 2021 | ISBN 978-4-7575-7657-5 | 17 novembre 2022  |
| 7 | Capitoli - 39. In viaggio (流れ行きて?, Nagare ikite...) - 40. Rugyo e Mekira (ルギョウとメキラ?, Rugyō to Mekira) - 41. Decisione risolutiva (決意?, Ketsui) - 42. Verso Est (東へ…?, Higashi e...) - 43. Volti dal passato (懐かしい顔?, Natsukashī kao) - 44. Nel Paese di Kuroshio (黒潮国にて?, Kuroshio koku nite) - 45. La situazione nei territori dell'Est (東国の事情?, Tōgoku no jijō) |                        |                   |
| 8 | 25 agosto 2022 | ISBN 978-4-7575-8093-0 | 11 maggio 2023    |
| 8 | Capitoli - 46. Il re di Tsutsuji (躑躅国王?, Tsutsuji kokuō) - 47. Esercito a raccolta (旗揚げ?, Hata age) - 48. Costruire le fondamenta (地盤固め?, Jiban katame) - 49. Voti (契り?, Chigiri) - 50. Inizia la guerra (開戦?, Kaisen) - 51. Finché non sarò un generale (将になるまで?, Shō ni naru made) - 52. La battaglia decisiva (決戦の日?, Kessen no hi) - 53. La terra del sole (日輪の国?, Nichirin no kuni) |                        |                   |